# Kronstorf
Kronstorf è un comune austriaco di 3 227 abitanti nel distretto di Linz-Land, in Alta Austria; ha lo status di comune mercato (Marktgemeinde).